# Opojan
Opojan (lat. Samolus), biljni rod iz porodice Primulaceae. Pripada joj desetak vrsta trajnica, od kojih jedna, lopatasti opojan ili žilavac raste i u Hrvatskoj.

## Vrste
1. Samolus caespitosus G.J. Keighery
2. Samolus cinerascens Pax & R.Knuth
3. Samolus dichondrifolius Channell
4. Samolus ebracteatus Kunth
5. Samolus eremaeus S.W.L.Jacobs
6. Samolus junceus R.Br.
7. Samolus latifolius Duby
8. Samolus parviflorus Raf.
9. Samolus porosus Thunb.
10. Samolus repens (J.R.Forst. & G.Forst.) Pers.
11. Samolus spathulatus (Cav.) Duby
12. Samolus subnudicaulis A.St.-Hil.
13. Samolus vagans Greene
14. Samolus valerandi L.

## Vanjske poveznice
|  | Zajednički poslužitelj ima još gradiva o temi Samolus |
|  | Wikivrste imaju podatke o taksonu Samolus             |